# バル街
バル街（バルがい）は、日本で実施されているチケット制の飲み歩き・食べ歩きイベント。
「バル街」の他に「街バル（まちバル）」、「街なかバル（まちなかバル）」、「バルウォーク」など、様々な名称、呼称（固有名詞ではなくイベントの種類に対する呼び方）があり、統一されていない。イベントの名称に関しては、2020年代には単に「××（地名などが入る）バル」とするケースも存在する。
「バル」とはバール（bar）のことで、南ヨーロッパで簡易食堂や軽食喫茶店、居酒屋などを指す言葉である。
イベントの主催者から前売りの飲食チケットを購入し、イベント開催期間中に複数のイベント参加店を、ハシゴして飲み歩き・食べ歩きする。チケットは紙のほかに、モバイルアプリケーションもリリースされている。
主に、地域、および、地域飲食店の活性化（地域おこし）などの目的で、日本全国で開催されている。

## 歴史
函館西部地区バル街
バル街の発祥は、2004年（平成16年）、北海道函館市の旧市街地のうち函館山山麓「函館西部地区」である。同年2月に国際会議「2004スペイン料理フォーラム in HAKODATE」が開催された際に、付帯イベントの一つ（前夜祭）として実施された。スペイン料理が対象だったために「バル街」の名称が使用された。25店舗の参加で400人を超す動員があった。当初より補助金等行政の支援を受けずにチケット販売差益で運営した。
他の地域への拡散
2009年（平成21年）に兵庫県伊丹市で、函館市で開催されている事例を参考に初めて開催された（伊丹まちなかバル）。様々なジャンルのミュージシャン達がまちなかを演奏してまわる「伊丹オトラクな一日」も同時開催された。
また、バル街（イベント）の近畿圏の主催者同志の情報交換の場として「近畿バルネットワーク」が2011年（平成23年）に発足し、伊丹市内で「第1回近畿バルサミット」が開催された。
『知恵蔵』（朝日新聞社）の2015年時点の版においては、「街バル」という言葉は「株式会社リンクバルによる、飲食店を食べ歩き・飲み歩きするイベント」と定義され、同記事には2013年8月に一般社団法人街バル協会が設立されて、11月19日を「街バルの日」と定め、同年11月19日 - 21日に「第1回東京街バル祭り2013」が開催されたと記されている。ただし、街バル協会については2023年時点でその存在が確認できない。
新型コロナウイルス感染症の影響とその後
2020年（令和2年）に起きた新型コロナウイルス感染症の流行により、「元祖」の函館を含む複数のバル街イベントが長期にわたる中断を余儀なくされた、函館西部地区では2023年（令和5年）5月の再開後も影響は色濃く残り、コロナ禍で借りた資金の返済、店舗の閉店、人手不足が原因でコロナ前より規模は縮小している。一方で、新型コロナウイルス感染症流行で失われた飲食店や街の賑わいを取り戻すためにバル街イベントを開始したケースも存在する。